# فرید غازی
فرید غازی (انگلیسی: Farid Ghazi؛ زادهٔ ۱۶ مارس ۱۹۷۴) بازیکن فوتبال اهل الجزایر بود.
از باشگاه‌هایی که در آن بازی کرده‌است می‌توان به باشگاه فوتبال هلسینکی، باشگاه فوتبال القبائل، و باشگاه فوتبال تروا، باشگاه ورزشی بنی یاس و باشگاه فوتبال تروا اشاره کرد.
وی همچنین در تیم ملی فوتبال الجزایر بازی کرده‌است.